# Laguna Melincué
La laguna Melincué es un lago endorreico ubicado al sur de la provincia de Santa Fe, Argentina, en el Departamento General López, muy cerca de la localidad cabecera de Melincué, aproximadamente a
33°42′24″S 61°29′4″O / -33.70667, -61.48444; sobre un área de alrededor de 120 km², con un "pelo de agua" a 86 m s. n. m. (circa 2003).
El lago forma parte de un ecosistema de humedal, con grandes poblaciones de patos y otras aves, protegidas como una reserva natural. En épocas de sequía, la laguna se vuelve salina.
Desde siempre, el nivel de agua de la Laguna Melincué ha estado variando considerablemente, afectando con inundaciones el hinterland, y muchas veces afectando la economía de poblaciones cercanas y el mantenimiento de los caminos. De acuerdo a un estudio de la Facultad de Ciencias Exactas, Ingeniería y Agrimensura (UNR) de la Universidad Nacional de Rosario, en 1968 el nivel era 82,5 m, más de 3 m por debajo de lo normal. En 1998-2000, el gobierno provincial creó un Área Estratégica de Planificación del Ambiente en los distritos Melincué, Carreras, Hughes, Elortondo y Labordeboy, con el objetivo de promover su desarrollo sostenible, pero las acciones concretas no se materializaron.

## Sitio Ramsar
El 24 de julio de 2008 y tras la gestión del entonces gobernador de la provincia Hermes Binner, la laguna fue declarada humedal de importancia internacional por la Convención Ramsar. Hábitat adecuado para diversas especies, es considerada como una reserva de usos múltiples dada su significativa influencia tanto regional como continental. Se sumó entonces el tercer humedal que, junto a Jaaukanigás y la región del Delta e islas del Paraná, conforman el patrimonio de humedales en contar con tal reconocimiento dentro de la provincia, quedando así bajo la denominación de sitio Ramsar número 1785.